# Bibi
Ким Хёнсо́ (кор. 김형서, 金亨瑞, род. 27 сентября 1998, Ульсан), более известная как Bibi (кор. 비비; стилизовано под BIBI), — южнокорейская певица, композитор и актриса. В 2017 году подписала контракт с Feel Ghood Music, а затем и с лейблом 88rising в декабре 2021 года. Лауреат премии «Пэксан» (корейский аналог «Оскара») за лучшую новую женскую роль в фильме (2024).

## Биография

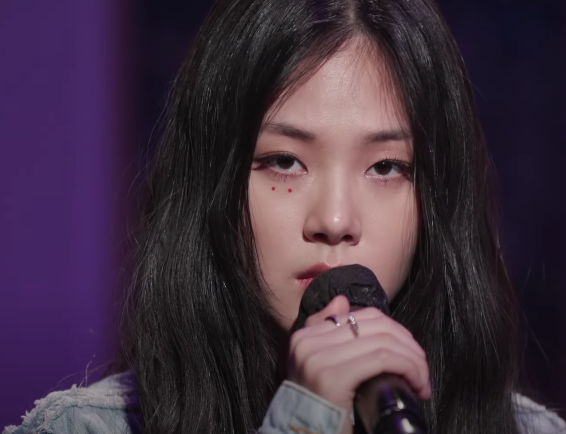
Bibi в мае 2021

### Детство
Ким Хёнсо родилась в Ульсане и провела подростковые годы в Чханвоне. Она испытывала трудности в общении с людьми, после чего с 15 лет начала писать тексты для песен о том, чего не может сказать другим лично.

### 2018—настоящее время: участие вThe Fan, дебют и альбомы
Впервые Bibi появилась в медиа, приняв участие в конкурсном шоу SBS «The Fan» в 2018 году, где в итоге заняла второе место. 15 мая 2019 года она дебютировала с синглом «Binu».
В апреле 2020 года, после многочисленных саундтреков к дорамам и цифровых релизов, Bibi выпустила сингл «Kazino», который стал культовым в её дискографии, придал певице огромную популярность и поднял её в рейтингах.
В апреле 2021 года Bibi выпустила свой первый мини-альбом Life is a Bi..., а в октябре того же года вышел очередной сингл «The Weekend» при поддержке лейбла 88rising. Позже он получил популярность и занял 29 место в чарте «Mediabase Top 40», что сделало Bibi первой корейской сольной певицей, занявшей такую высокую позицию в этом чарте. В декабре того же года она подписала контракт с 88rising.
В ноябре 2022 года Bibi выпустила свой первый полноформатный студийный альбом Lowlife Princess: Noir при поддержке Feel Ghood Music и 88rising.
13 февраля 2024 года Bibi выпустила цифровой сингл под названием «Bam Yang Gang», который 24 февраля занял первое место в главном южнокорейском чарте Melon. 26 февраля он получил статус Perfect All-Kill (PAK), став первой достигшей этого песней за всю карьеру Bibi.

## Публичный образ

### Прозвище
Bibi также была известна как «Nakedbibi» на SoundCloud. Значение прозвища произошло от слова «ребёнок (англ. baby)», которое в английском звучит как «биби (англ. bibi)» при быстром произношении. Ещё смысл прозвища в том, что новорождённые дети (baby) рождаются без одежды (naked), ведут себя естественно, не подчиняются влиянию общественного мнения. Сценическое имя Bibi выражает желание певицы показать себя честной.

### Музыкальный стиль
Bibi предпочитает альтернативную и нешаблонную музыку. Она работает в таких жанрах, как R&B, соул, хип-хоп и баллада. Певица черпает вдохновение из своих воспоминаний и собственных чувств. Bibi считает, что музыка всегда красива и из неё не нужно делать нечто сверх этого. Певица фокусируется на боли и печали мира, в котором живёт, и отражает их в своей музыке.

### Образ
Сценический образ Bibi выделяется двумя красными точками под глазами. Точки — это элемент макияжа, навеянный болезнью дедушки Bibi, который болел розеолой и впоследствии умер от лихорадки. Этот элемент в образе певицы является данью уважения дедушке, который был для неё образцом для подражания.

## Семья
У Bibi есть младшая сестра Ким Накён, которая 28 октября 2022 года дебютировала в женской группе TripleS, как член одного из саб-юнитов, под названием «Acid Angel from Asia».

## Дискография

### Студийные альбомы
| Название               | Детали | Высшие позиции в чартах | Продажи       |
| ---------------------- | --- | ----------------------- | ------------- |
| Lowlife Princess: Noir | - Релиз: 18 ноября 2022 г. - Лейблы: Feel Ghood Music, Kakao Entertainment, 88rising - Форматы: CD, цифровая дистрибуция | - KOR: 7                | - KOR: 17,971 |
| EVE: ROMANCE           | - Релиз: 14 мая 2025 г. - Лейблы: Feel Ghood Music, Kakao Entertainment - Форматы: CD, цифровая дистрибуция              |                         |               |

### Мини-альбомы
| Название                                                               | Детали | Высшие позиции в чартах | Продажи      |
| ---------------------------------------------------------------------- | --- | ----------------------- | ------------ |
| The Manual for People Who Want to Love (사랑하는 사람들을 위한 지침서) | - Релиз: 12 июня 2019 г. - Лейблы: Feel Ghood Music, The Five Cultural Industrial Company, Kakao M - Форматы: цифровая дистрибуция                   | н/д                     | н/д          |
| Life is a Bi...(인생은 나쁜X)                                          | - Релиз: 28 апреля 2021 г. - Лейблы: Feel Ghood Music, The Five Cultural Industrial Company, Kakao Entertainment - Форматы: CD, цифровая дистрибуция | - KOR: 31               | - KOR: 4,257 |
| «н/д» означает, что песня не попала в чарт                             | |                         |              |

### Синглы

#### Как основная певица
| Название                                          | Год  | Высшие позиции в чартах | Альбом                                 |
| ------------------------------------------------- | ---- | ----------------------- | -------------------------------------- |
| «Rebirth» (환생)                                  | 2018 | н/д                     | The Fan 1 Round Part 1                 |
| «Letter» (편지)                                   | 2019 | н/д                     | The Fan 3 Round Part 2                 |
| «Fly With Me»                                     | 2019 | н/д                     | The Fan 4 Round Part 2                 |
| «Three W’s and One H» (언제 어디서 무엇을 어떻게) | 2019 | н/д                     | The Fan Top 3                          |
| «Hangang» (한강)                                  | 2019 | н/д                     | The Fan Top 2                          |
| «Binu» (비누)                                     | 2019 | н/д                     | Неальбомный сингл                      |
| «Nabi» (나비)                                     | 2019 | н/д                     | The Manual for People Who Want to Love |
| «Step?» (자국)                                    | 2019 | н/д                     | Неальбомный сингл                      |
| «Restless» (신경쓰여)                             | 2020 | н/д                     | Listen 035                             |
| «I’m Good at Goodbyes» (안녕히)                   | 2020 | н/д                     | Неальбомный сингл                      |
| «Kazino» (사장님 도박은 재미로 하셔야 합니다)     | 2020 | н/д                     | Неальбомный сингл                      |
| «She Got It» (쉬가릿)                             | 2020 | н/д                     | Dingo X Bibi                           |
| «Eat My Love» (사랑의 묘약)                       | 2021 | - KOR: 175              | Неальбомный сингл                      |
| «Bad Sad and Mad»                                 | 2021 | н/д                     | Life Is a Bi…                          |
| «Life Is a Bi…» (인생은 나쁜X)                    | 2021 | н/д                     | Life Is a Bi…                          |
| «Why Y» (featuring Tiger JK)                      | 2021 | н/д                     | Неальбомный сингл                      |
| «Pado»                                            | 2021 | н/д                     | Неальбомный сингл                      |
| «The Weekend»                                     | 2021 | н/д                     | Неальбомный сингл                      |
| «Animal Farm» (가면무도회)                        | 2022 | - KOR: 199              | Lowlife Princess: Noir                 |
| «Sweet Sorrow of Mother» (불륜)                   | 2022 | - KOR: 151              | Lowlife Princess: Noir                 |
| «Blade» (철학보다 무서운건 비비의 총알)           | 2022 | н/д                     | Lowlife Princess: Noir                 |
| «Bibi Vengeance» (나쁜X)                          | 2022 | - KOR: 130              | Lowlife Princess: Noir                 |
| «Jotto» (조또)                                    | 2022 | н/д                     | Lowlife Princess: Noir                 |
| «н/д» означает, что песня не попала в чарт        |      |                         |                                        |

#### Как приглашённая певица
| Название                                                                     | Год  | Высшие позиции в чартах | Альбом               |
| ---------------------------------------------------------------------------- | ---- | ----------------------- | -------------------- |
| «Payback» (Black Nine feat. Bibi)                                            | 2017 | н/д                     | American Assassin    |
| «Ghood Family» (Tiger JK, Yoon Mi-rae feat. Bizzy, Black Nine, Bibi, Mrshll) | 2017 | н/д                     | Неальбомный сингл    |
| «Ooh Ah» (우아) (Bizzy feat. Bibi)                                           | 2018 | н/д                     | Неальбомный сингл    |
| «Eleven» (twlv feat. Bibi)                                                   | 2019 | н/д                     | Blueline             |
| «Hammock» (해먹) (Crucial Star feat. Bibi)                                   | 2019 | н/д                     | Неальбомный сингл    |
| «Fever» (Park Jin-young feat. Superbee, Bibi)                                | 2019 | - KOR: 30               | Неальбомный сингл    |
| «Te Quiero» (twlv feat. Bibi)                                                | 2020 | н/д                     | K.I.S.S              |
| «Love & Hate» (웬수) (Zico feat. Bibi)                                       | 2020 | - KOR: 151              | Random Box           |
| «Everything» (Way Ched feat. Changmo, Coogie, Ash Island, Bibi)              | 2020 | н/д                     | Неальбомный сингл    |
| «Mukkbang! Remix» (Lil Cherry, GOLDBUUDA feat. Jay Park, Bibi, Dumbfoundead) | 2020 | н/д                     | Chef Talk            |
| «Canoe» (카누) (QM feat. BIBI)                                               | 2020 | н/д                     | Money Breath         |
| «Hanryang» (한량) (Prod. DinDin) (Kim Hee-chul, Min Kyung-hoon feat. Bibi)   | 2020 | - KOR: 190              | Неальбомный сингл    |
| «Meu Tempo» (Heo Won-hyuk feat. Bibi, Simon Dominic)                         | 2021 | н/д                     | High School Rapper 4 |
| «Is This Bad B****** Number?» (Jeon So-yeon feat. Bibi, Lee Young-ji)        | 2021 | н/д                     | Windy                |
| «Second» (Hyo feat. Bibi)                                                    | 2021 | - KOR: 176              | Deep                 |
| «Galipette» (Lolo Zouaï feat. Bibi)                                          | 2021 | н/д                     | Неальбомный сингл    |
| «Picky Baby» (Owell Mood feat. Bibi)                                         | 2021 | н/д                     | Неальбомный сингл    |
| «Smiley» (Yena feat. Bibi)                                                   | 2022 | - KOR: 8                | Smiley               |
| «Crazy Like You» (Chungha feat. Bibi)                                        | 2022 | н/д                     | Bare & Rare          |
| «н/д» означает, что песня не попала в чарт                                   |      |                         |                      |

#### Совместные треки
| Название                                                              | Год  | Высшие позиции в чартах | Альбом                            |
| --------------------------------------------------------------------- | ---- | ----------------------- | --------------------------------- |
| «Cute Lil Thug» (니 마음을 훔치는 도둑) (with Yoon Mi-rae)            | 2019 | н/д                     | The Fan Top 3                     |
| «This Is Pengsoo» (펭수로 하겠습니다) (with Pengsoo, Tiger JK, Bizzy) | 2020 | - KOR: 54               | Billboard Project Vol. 1          |
| «Automatic» (with Chancellor, Babylon, twlv, MOON, Jiselle)           | 2020 | н/д                     | Неальбомный сингл                 |
| «She Said» (with Crush)                                               | 2020 | - KOR: 108              | with HER                          |
| «Automatic Remix»                                                     | 2020 | н/д                     | Неальбомный сингл                 |
| «Code Clear» (격리해제)                                               | 2021 | н/д                     | Неальбомный сингл                 |
| «The Weekend (Remix)» (with 347aidan)                                 | 2021 | - US: 33                | Неальбомный сингл                 |
| «Best Lover» (with 88rising)                                          | 2022 | н/д                     | Неальбомный сингл                 |
| «Law» (Prod. Czaer) (with Yoon Mi-rae)                                | 2022 | - KOR: 14               | Street Man Fighter Original Vol.3 |
| «н/д» означает, что песня не попала в чарт                            |      |                         |                                   |

#### Саундтреки
| Заголовок                                           | Год  | Высшие позиции в чартах | Альбом                                   |
| --------------------------------------------------- | ---- | ----------------------- | ---------------------------------------- |
| «Tonight» (오늘 밤은 말야) (with Jinho of Pentagon) | 2020 | н/д                     | Большой красивый дом OST Часть 3         |
| «Naan» (난)                                         | 2020 | н/д                     | В прямом эфире OST Часть 2               |
| «Timeless»                                          | 2021 | н/д                     | Монстр OST Часть 2                       |
| «Stay with Me» (내 곁에 있어줘요)                   | 2021 | н/д                     | О, моя госпожа OST Часть 5               |
| «Never Gonna Come Down» (with Mark Tuan)            | 2021 | н/д                     | Шанг-Чи и легенда десяти колец OST       |
| «Maybe If» (우리가 헤어져야 했던 이유)              | 2021 | - KOR: 21               | Наше любимое лето OST Часть 2            |
| «Very, Slowly» (아주, 천천히)                       | 2022 | - KOR: 48 - KOR: 89     | Двадцать пять, двадцать один OST Часть 3 |
| «н/д» означает, что песня не попала в чарт          |      |                         |                                          |

## Фильмография

### Фильмы
| Год  | Название                     | Роль   | Примечания | Источник |
| ---- | ---------------------------- | ------ | ---------- | -------- |
| 2021 | Шепчущие коридоры 6: Гудение | Чжэён  |            | [ 23 ]   |
| 2023 | Фантом                       | Тадаси | камео      | [ 24 ]   |
| 2023 | Хваран                       | Хаян   |            | [ 25 ]   |

### Реалити-шоу
| Год           | Заголовок | Роль     | Примечания     | Прим. |
| ------------- | --------- | -------- | -------------- | ----- |
| 2018—2019 гг. | The Fan   | Участник | Заняла 2 место | [ 5 ] |

### Сериалы
| Год           | Заголовок                | Роль                     | Примечания         | Прим.         |
| ------------- | ------------------------ | ------------------------ | ------------------ | ------------- |
| 2021—2022 гг. | Таинственный класс       | Вошла в актёрский состав | 1-2 сезон          | [ 26 ] [ 27 ] |
| 2022          | Охота на ведьм           | Хозяин                   |                    | [ 28 ]        |
| 2023          | Худшее из зол            | Ли Хэрён                 | Роль второго плана | [ 29 ]        |
| 2024          | Каннам: обратная сторона | Ким Джэхи                | Главная роль       | [ 30 ]        |

## Концерты

### Личные концерты
- Can You Come? (2022)[31]

### В качестве гостя
- Head in the Clouds Festival (Los Angeles, 2021)[32]
- Head in the Clouds Festival (Jakarta, 2022)[33]

## Награды и номинации
| Награда                       | Год  | Номинация                         | Получатель         | Результат | Прим.  |
| ----------------------------- | ---- | --------------------------------- | ------------------ | --------- | ------ |
| Aurora Awards                 | 2022 | Музыка                            | Bibi               | Победа    | [ 34 ] |
| Blue Dragon Series Awards     | 2022 | Новый лучший артист               | Таинственный класс | Номинация | [ 35 ] |
| Brand Customer Loyalty Awards | 2021 | Награда Горячей Иконы[уточнить]   | Bibi               | Номинация | [ 36 ] |
| Brand Customer Loyalty Awards | 2021 | Лучший артист в жанрах R&B и Soul | Bibi               | Победа    | [ 36 ] |
| Korean Hip-hop Awards         | 2021 | Новый артист года                 | Bibi               | Номинация | [ 37 ] |
| Korean Hip-hop Awards         | 2021 | R&B трек года                     | «Kazino»           | Номинация | [ 37 ] |
| Korean Hip-hop Awards         | 2021 | R&B трек года                     | «Automatic Remix»  | Номинация | [ 37 ] |
| Korean Hip-hop Awards         | 2021 | Коллаборация года                 | «Automatic Remix»  | Номинация | [ 37 ] |
| Seoul Music Awards            | 2023 | Награда саундтреков в фильмам     | «Very, Slowly»     | Ожидается | [ 38 ] |